# Luiz Gustavo (football, 1972)
Pour les articles homonymes, voir Luiz Gustavo.
Luiz Gustavo, de son nom complet Luiz Gustavo Silva de Aviz, né le 23 février 1972 à Belo Horizonte est un footballeur brésilien. Il évoluait au poste de milieu offensif.

## Biographie

### En club
Né à Belo Horizonte, Luiz Gustavo est un pur produit du centre de formation du Cruzeiro Esporte Clube.
En 1991, à l'âge de 19 ans, Luiz Gustavo s’installe au Portugal pour rejoindre le CF Belenenses, qui évolue alors en deuxième division. Il inscrit neuf buts en 23 matchs, contribuant à la montée du club lisboète en Primeira Divisão. Lors des trois saisons suivantes, Gustavo est un titulaire régulier de Belenenses, sa meilleure campagne étant celle de 1994-1995, avec quatre buts inscrits.
En 1995, il rejoint le SL Benfica et fait ses débuts le 9 septembre 1995, lors d’un match nul à domicile contre le SC Salgueiros. Avec seulement deux titularisations en 14 apparitions au cours de la saison 1995-1996, il décide de retourner au Brésil et signe à l’Internacional afin de retrouver du temps de jeu,. Il défend ensuite les couleurs d’une dizaine d’autres clubs, le plus prestigieux étant le Fluminense FC, avant de mettre un terme à sa carrière en 2007, à l’âge de 35 ans.

### En sélection
Luiz Gustavo est sélectionné en sélection U20 brésilienne pour disputer la Coupe du monde U20 1989. Il y joue trois matchs, mais ne marque pas.

## Palmarès

### En club
Cruzeiro EC
- Championnat du Minas Gerais :
  - Champion : 1990.